# Pieterpad
El Pieterpad és una ruta d'excursionisme de distància llarga que recorre els Països Baixos. El recorregut té 492 quilòmetres des de Pieterburen, a la part del nord de Província de Groningen, per acabar just al sud de Maastricht, en la part superior de Mont Sant Peter (St Pietersberg), a una alçada de 109 metres. El Pieterpad és un dels camins oficials de llarga distància en els Països Baixos (Lange Afstand Wandelpad Nummer 9) i el més popular de les seves rutes d'excursionisme de llarga distància. És possible caminar la ruta en qualsevol direcció, i per tot l'any. Es troba ben senyalada i disposa d'allotjament i transport públic al llarg del seu recorregut. El llibre guia oficial té dos volums: Pieterburen-Vorden i Vorden-Maastricht. Una pàgina web dedicada (en neerlandès) també dona detalls d'allotjament actualitzat.

## Història
El recorregut fou una idea de Toos Goorhuis-Tjalsma, resident a Tilburg, en el sud del Països Baixos, i el seu amic Bertje Jens resident a Groningen, en el  nord dels Països Baixos. Van pensar la idea de dissenyar una ruta laberíntica entre els seus llocs de residència, més tard reorganitzada entre el nord llunyà i el  sud llunyà. La ruta fou oficialment oberta des de 1983.

## Etapes
La ruta del Pieterpad té les etapes següents:
| 1  | Pieterburen   | Winsum                            | 11 km |
| 2  | Winsum        | Groningen                         | 18 km |
| 3  | Groningen     | Zuidlaren                         | 21 km |
| 4  | Zuidlaren     | Rolde                             | 16 km |
| 5  | Rolde         | Schoonloo                         | 19 km |
| 6  | Schoonloo     | Sleen                             | 22 km |
| 7  | Sleen         | Coevorden                         | 19 km |
| 8  | Coevorden     | Hardenberg                        | 20 km |
| 9  | Hardenberg    | Ommen                             | 22 km |
| 10 | Ommen         | Hellendoorn                       | 20 km |
| 11 | Hellendoorn   | Holten                            | 15 km |
| 12 | Holten        | Laren                             | 15 km |
| 13 | Laren         | Vorden                            | 14 km |
| 14 | Vorden        | Doetinchem                        | 26 km |
| 15 | Doetinchem    | Hoch-Elten (Alemanya)             | 19 km |
| 16 | Hoch Elten    | Millingen aan de Rijn             | 12 km |
| 17 | Millingen     | Groesbeek                         | 20 km |
| 18 | Groesbeek     | Gennep                            | 15 km |
| 19 | Gennep        | Vierlingsbeek                     | 17 km |
| 20 | Vierlingsbeek | Swolgen                           | 21 km |
| 21 | Swolgen       | Venlo                             | 22 km |
| 22 | Venlo         | Roermond                          | 31 km |
| 23 | Roermond      | Pey (Echt)                        | 21 km |
| 24 | Pey           | Sittard                           | 18 km |
| 25 | Sittard       | Strabeek (Valkenburg aan de Geul) | 21 km |
| 26 | Strabeek      | Maastricht                        | 11 km |
| 27 | Maastricht    | Sint-Pietersberg                  | 4 km  |

El Pieterpad connecta amb els camins internacionals E9 a la seva part final del nord a Pieterburen i amb el GR5 al seu tram final del sud i travessa el E11 a Oldenzaal i el E8 a Nijmegen. Segueix el GR5 europeu d'excursionisme, el qual és també part del recorregut E2. El GR5, que travessa la Regió de les Ardenes a Niça i els Alps, és un dels camins internacionals més populars per excursionistes.

## Galeria

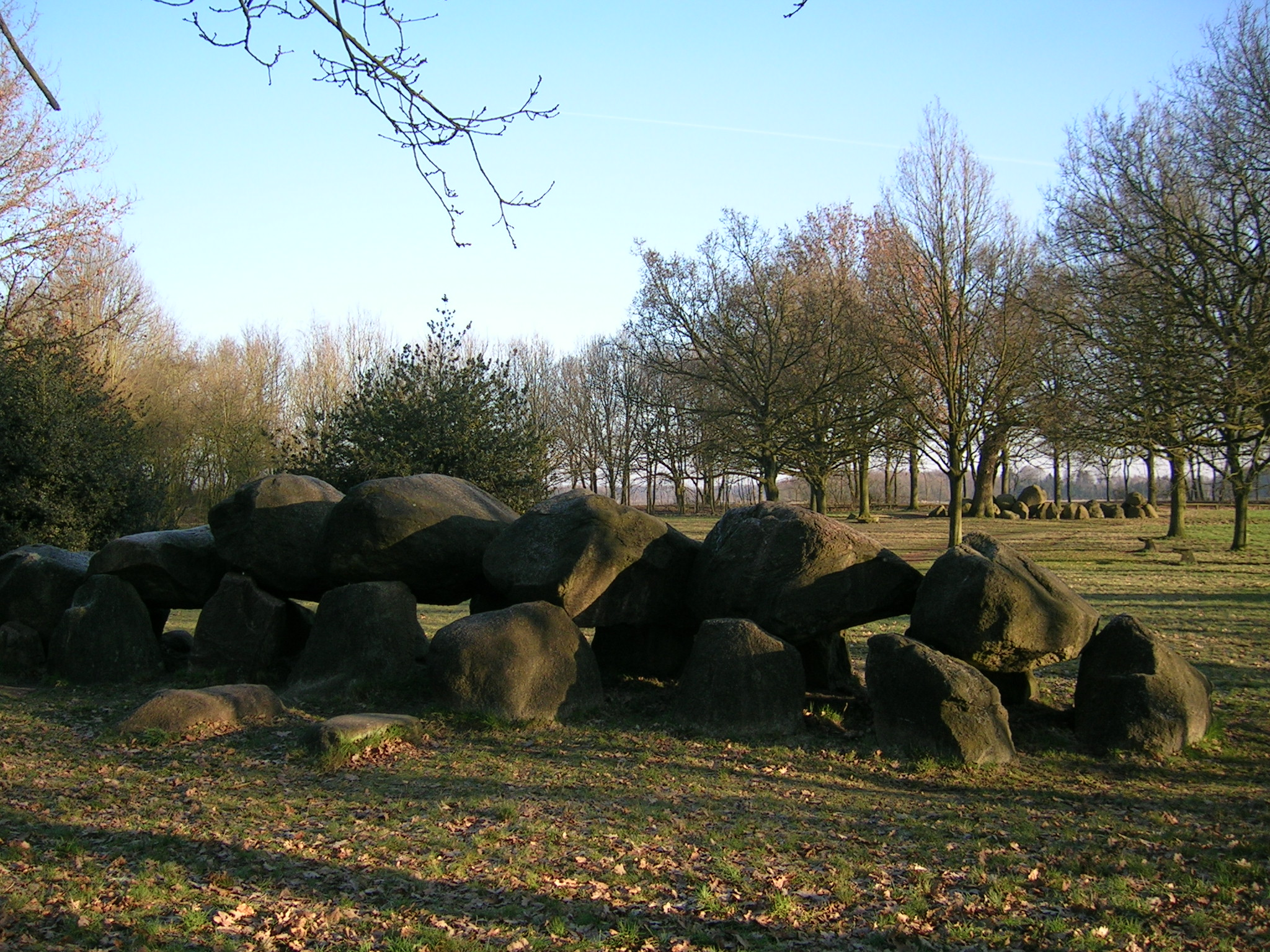
Hunebedden Proper Rolde
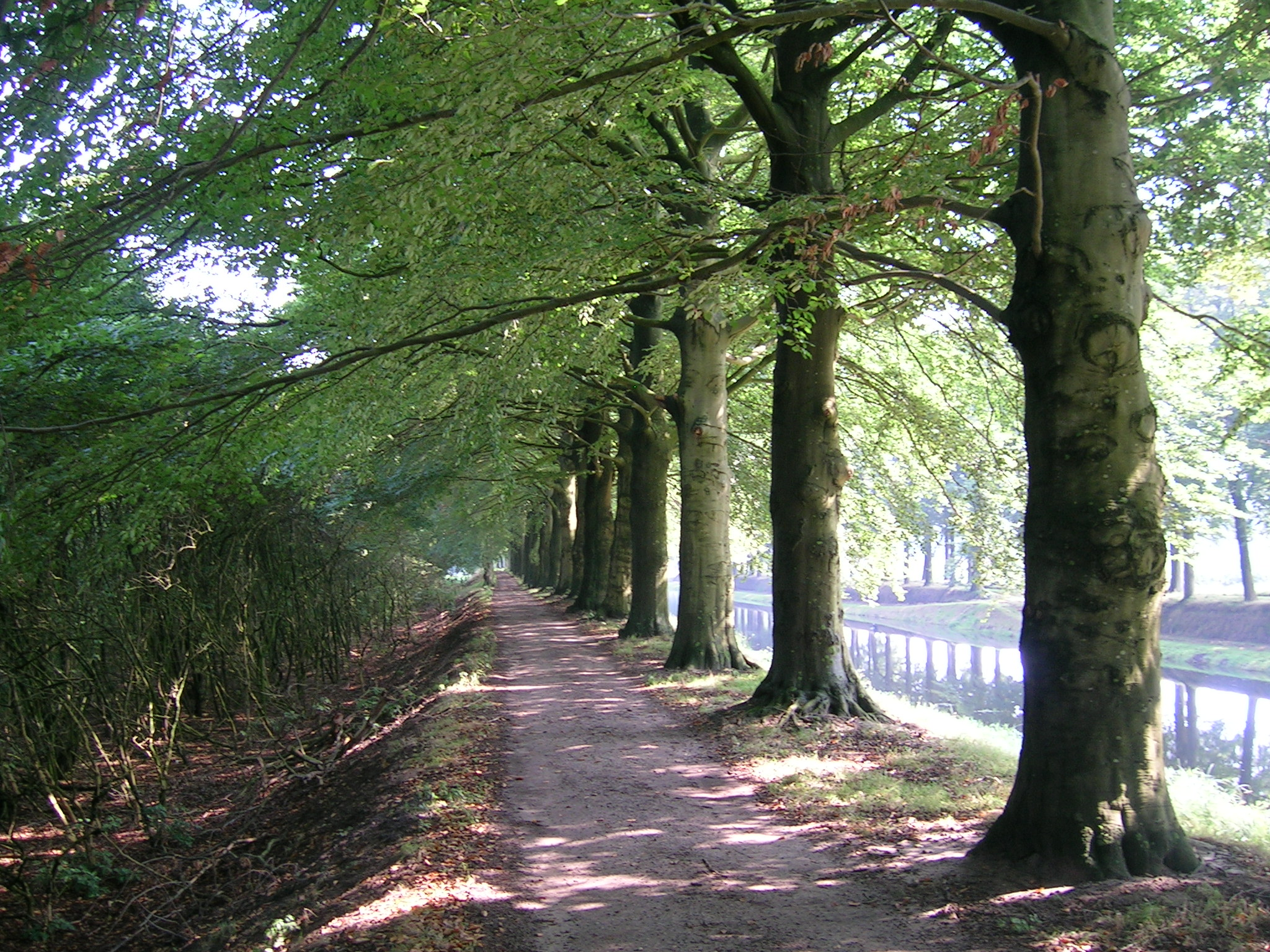
Hellendoorn A Laren
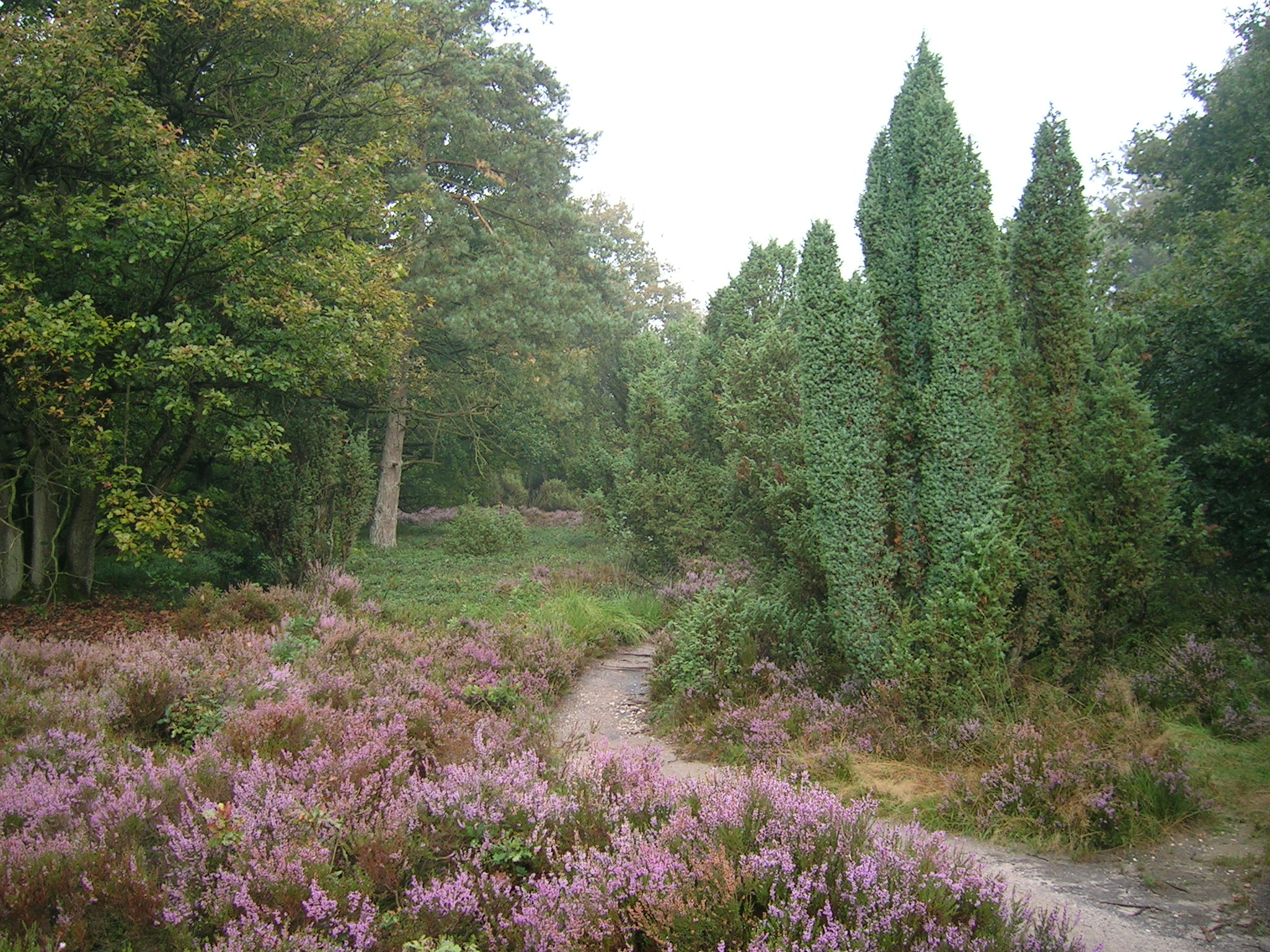
Proper Laren
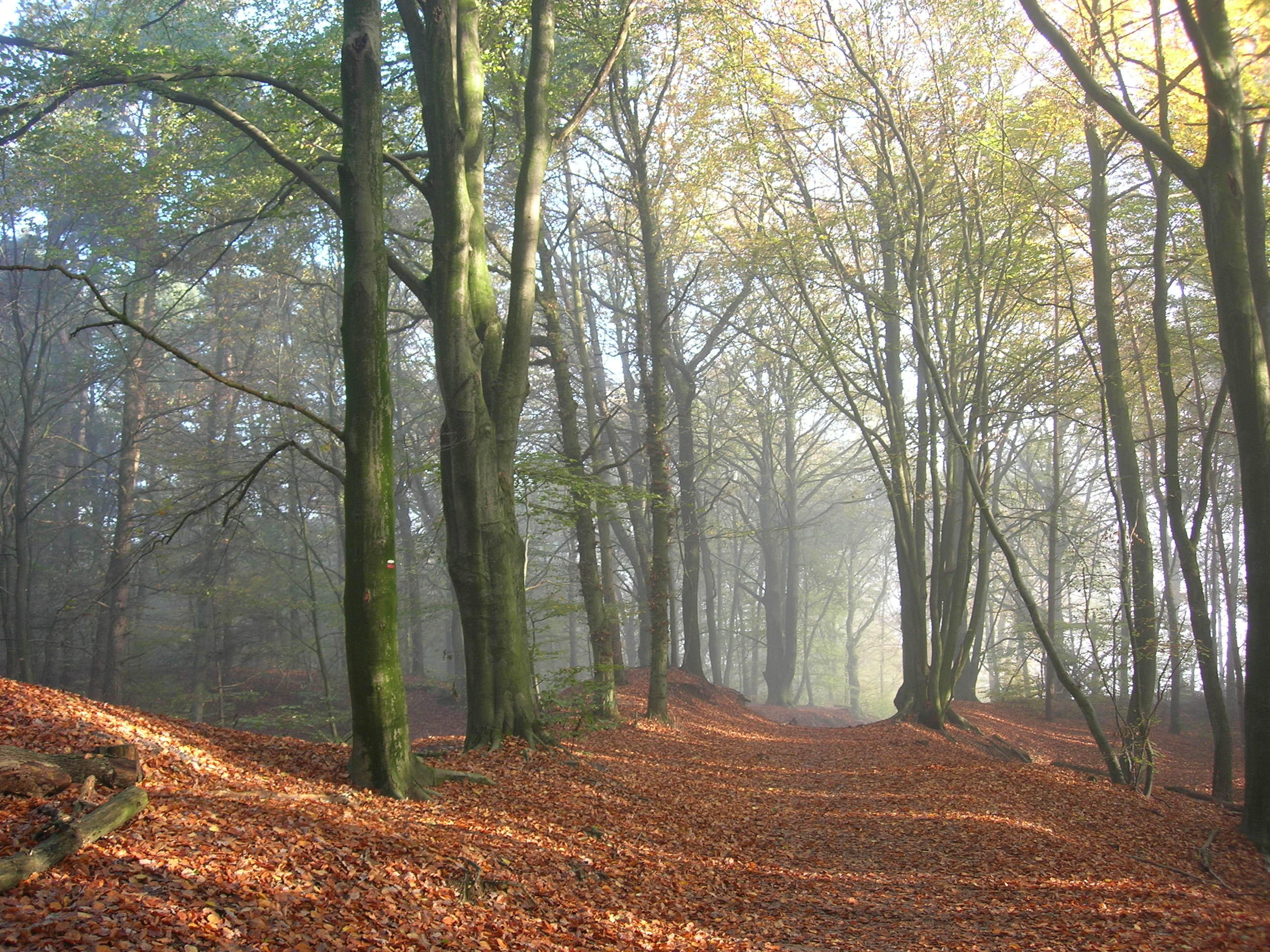
Proper Doetinchem
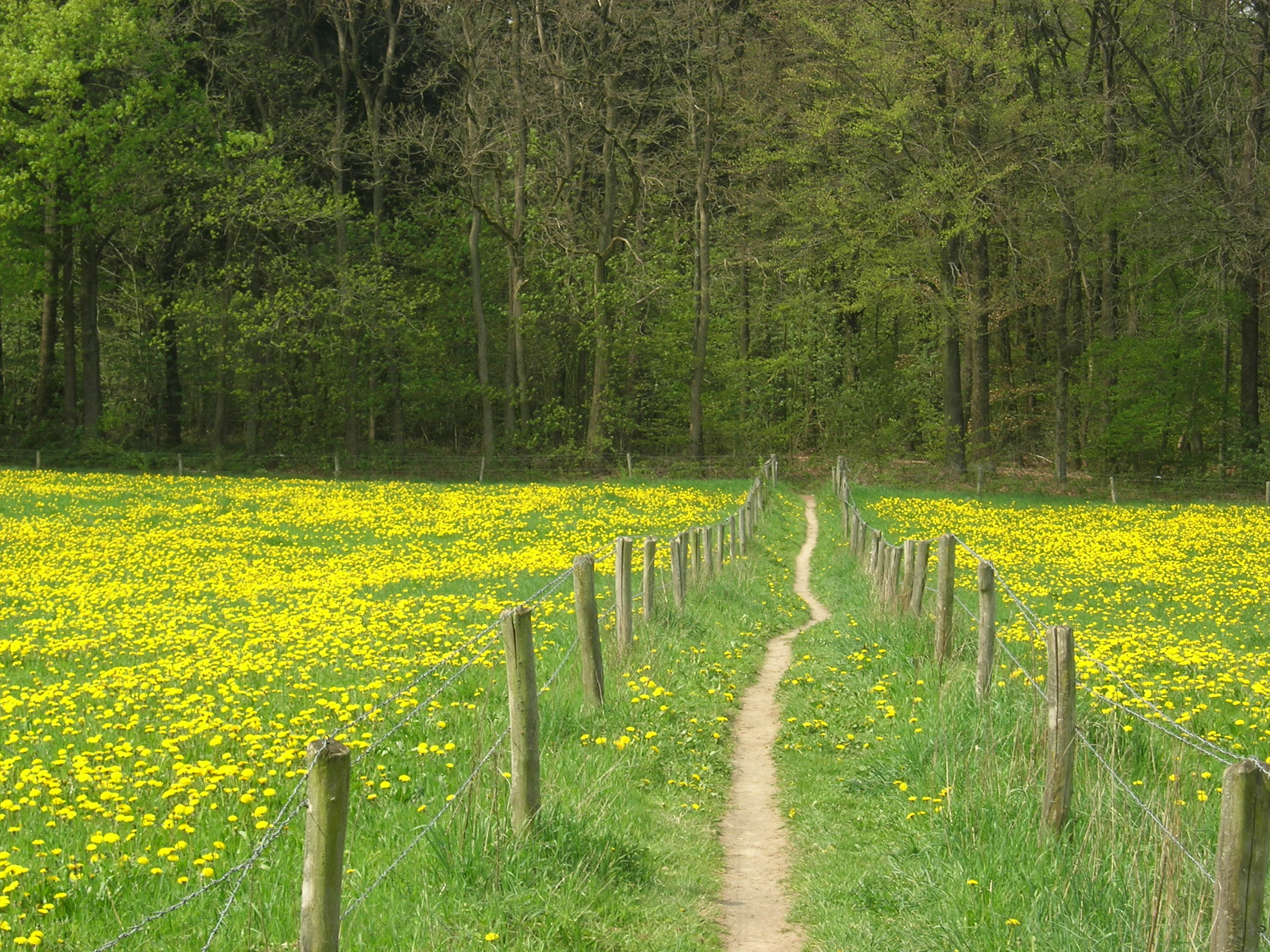
Groesbeek A Gennep
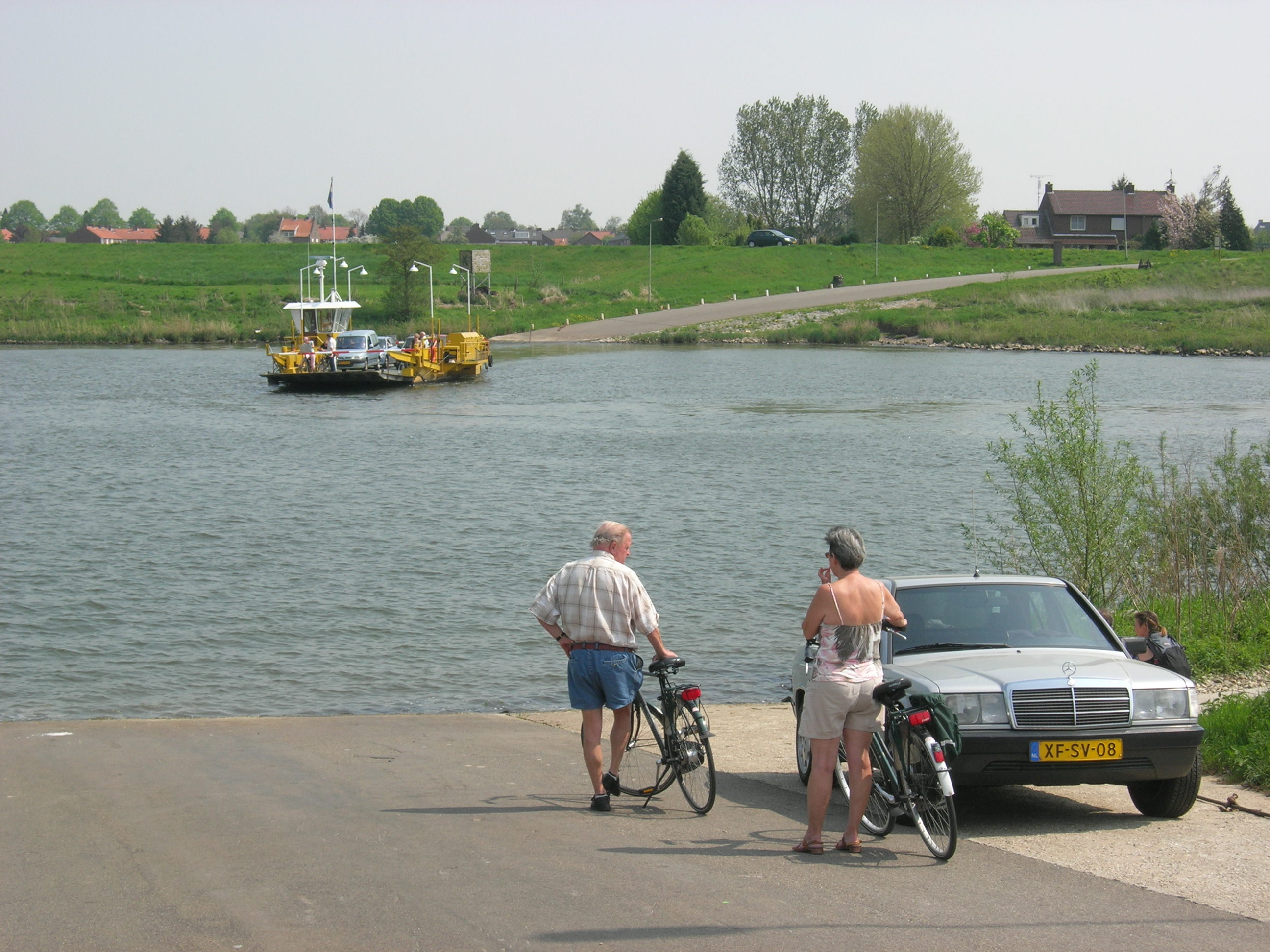
Maas A Grubbenvorst